# Затура: Свемирска авантура
Затура: Свемирска вантура (енгл. Zathura: A Space Adventure) амерички је научнофантастично-авантуристички филм редитеља Џона Фавроа. Представља адаптацију дечје књиге Затура из 2002. године Криса ван Олсбурга, аутора дечје књиге Џуманџи из 1981. године. Представља самостални спин-оф филма Џуманџи из 1995. године и други део франшизе Џуманџи. Улоге играју Џош Хачерсон, Џона Бобо, Дакс Шепард, Кристен Стјуарт и Тим Робинс.
Прича је о два брата, Волтеру и Денију Бадвингу (тумаче их Хачерсон и Бобо), који у подруму проналазе мистериозну друштвену игру која превози њихову кућу у свемир. Заједно са старијом сестром Лисом (Стјуарт) и астронаутом (Шепард), покушавају да преживе игру како би се могли вратити кући.
Филм је снимљен у Лос Анђелесу и Калвер Ситију и издат је 11. новембра 2005. године у Сједињеним Државама. За разлику од филма Џуманџи, чији је дистрибутер TriStar Pictures, дистрибутер овог филма био је Columbia Pictures. Добио је позитивне критике критичара, али није био комерцијално успешан, зарадивши 65,1 милиона америчких долара широм света у поређењу са продукцијским буџетом од 65 милиона долара.

## Радња
Након што њихов отац (Тим Робинс) оде на посао, остављајући их под наџором старије сестре (Кристен Стјуарт), свађалачки настројена браћа Дени, 6 (Џона Бобо) и Волтер, 10 (Џош Хачерсон) бивају одбачена далеко у свемир док играју тајанствену игру коју су пронашли у подруму своје куће. На њиховом фантастичном путовању, придружује им се изгубљени астронаут (Дакс Шепард) и они морају да преживе метеорске кише, непријатељски настројене ванземаљце и подивљале роботе ван контроле. Уз помоћ астронаута, Дени и Волтер успевају да оставе своје разлике по страни, по први пут сарађујући на завршетку игре како би могли да се врате кући. Али њих још увек чека највећи изазов од свих; борба против снажног гравитационог вртлога који их може бацити на мрачну планету Затуру.

## Улоге
| Глумац          | Улога     |
| --------------- | --------- |
| Џош Хачерсон    | Волтер    |
| Џона Бобо       | Дени      |
| Дакс Шепард     | Астронаут |
| Кристен Стјуарт | Лиса      |
| Тим Робинс      | Дени      |
| Франк Оз        | робот     |